# Österreich-Rundfahrt 2015
Die 67. Österreich-Rundfahrt war ein Straßenradrennen, das vom 4. bis 12. Juli 2015 stattfand. Das Etappenrennen gehörte zur UCI Europe Tour 2015 und wurde dort in die Hors Catégorie eingestuft. Die Rundfahrt führte durch alle neun österreichischen Bundesländer.

## Teilnehmende Teams
An den Start gingen sechs UCI ProTeams und je sieben UCI Professional Continental Teams bzw. UCI Continental Teams.
| WorldTeams Team Katusha (KAT) Tinkoff-Saxo (TCS) BMC Racing Team (BMC) AG2R La Mondiale (ALM) Team Cannondale-Garmin (TCG) IAM Cycling (IAM) | Professional Continental Teams CCC Sprandi Polkowice (CCC) Cofidis, Solutions Crédits (COF) Wanty-Groupe Gobert (WGG) MTN-Qhubeka (MTN) Cult Energy Pro Cycling (CLT) Roompot Oranje Peloton (ROP) Bardiani CSF (BAR) | UCI Continental Teams Amplatz-BMC (AMP) Team Felbermayr Simplon Wels (RWS) Team Vorarlberg (VBG) Tirol Cycling Team (TIR) WSA-Greenlife (WSA) Hrinkow Advarics Cycleangteam (HAC) Marseille 13 KTM (M13) |

## Etappen
Die Strecke der Tour wurde offiziell am 20. Mai 2015 in der Zentrale von Opel Austria präsentiert. Zum ersten Mal findet die Rundfahrt an neun Tagen statt und wird mit einem Prolog eröffnet. Dieser wird in Form eines Mannschaftszeitfahrens auf der Wiener Ringstraße ausgetragen. Stattdessen fällt das Einzelzeitfahren weg. Ebenfalls erstmals führt die Königsetappe über den Großglockner und endet mit einer Bergankunft am Kitzbühler Horn. Neu sind auch die Wertungstrikots der diesjährigen Rundfahrt.
| Etappe | Datum    | Start – Ziel                           | Typ               | Distanz | Etappensieger      |
| ------ | -------- | -------------------------------------- | ----------------- | ------- | ------------------ |
| Prolog | 4. Juli  | Wien (Mannschaftszeitfahren)           | Zeitfahren        | 5,4     | Team Katusha       |
| 1.     | 5. Juli  | Mörbisch – Scheibbs                    | Hügelige Etappe   | 206,6   | Sondre Holst Enger |
| 2.     | 6. Juli  | Litschau – Grieskirchen                | Hügelige Etappe   | 196,1   | David Tanner       |
| 3.     | 7. Juli  | Windischgarsten – Gratwein-Straßengel  | Bergetappe        | 181,1   | Rick Zabel         |
| 4.     | 8. Juli  | Gratwein – Dobratsch (Bergankunft)     | Hochgebirgsetappe | 210,2   | Víctor de la Parte |
| 5.     | 9. Juli  | Villach – Matrei                       | Hügelige Etappe   | 175,0   | Johann van Zyl     |
| 6.     | 10. Juli | Lienz – Kitzbüheler Horn (Bergankunft) | Hochgebirgsetappe | 166,8   | Víctor de la Parte |
| 7.     | 11. Juli | Kitzbühel – Innsbruck                  | Hügelige Etappe   | 124,7   | Lukas Pöstlberger  |
| 8.     | 12. Juli | Innsbruck – Bregenz                    | Hochgebirgsetappe | 184,3   | Moreno Moser       |

### Wertungen im Rennverlauf
Die Tabelle zeigt den Führenden in der jeweiligen Wertung nach der jeweiligen Etappe an.
| Etappe | · Gesamtwertung                      | · Punktewertung                  | · Bergwertung                                      | · Bester Österreicher                            | Teamwertung     |
| ------ | ------------------------------------ | -------------------------------- | -------------------------------------------------- | ------------------------------------------------ | --------------- |
| Prolog | Rüdiger Selig (Team Katusha)         | nicht ausgetragen                | nicht ausgetragen                                  | Matthias Krizek (Team Felbermayr Simplon Wels)   | Team Katusha    |
| 1.     | Gerald Ciolek (MTN-Qhubeka)          | Sondre Holst Enger (IAM Cycling) | Daniel Lehner (Team Vorarlberg)                    | Matthias Krizek (Team Felbermayr Simplon Wels)   | Team Katusha    |
| 2.     | Gerald Ciolek (MTN-Qhubeka)          | Gerald Ciolek (MTN-Qhubeka)      | Matthias Krizek (Team Felbermayr Simplon Wels)     | Matthias Krizek (Team Felbermayr Simplon Wels)   | Team Katusha    |
| 3.     | Ángel Vicioso (Team Katusha)         | Jan Tratnik (Amplatz-BMC)        | Matthias Krizek (Team Felbermayr Simplon Wels)     | Stephan Rabitsch (Team Felbermayr Simplon Wels)  | Team Katusha    |
| 4.     | Jan Hirt (CCC Sprandi Polkowice)     | Jan Tratnik (Amplatz-BMC)        | Víctor de la Parte (Team Vorarlberg)               | Gregor Mühlberger (Team Felbermayr Simplon Wels) | BMC Racing Team |
| 5.     | Jan Hirt (CCC Sprandi Polkowice)     | Jan Tratnik (Amplatz-BMC)        | Víctor de la Parte (Team Vorarlberg)               | Gregor Mühlberger (Team Felbermayr Simplon Wels) | BMC Racing Team |
| 6.     | Víctor de la Parte (Team Vorarlberg) | Jan Tratnik (Amplatz-BMC)        | Felix Großschartner (Team Felbermayr Simplon Wels) | Stefan Denifl (IAM Cycling)                      | BMC Racing Team |
| 7.     | Víctor de la Parte (Team Vorarlberg) | Jan Tratnik (Amplatz-BMC)        | Felix Großschartner (Team Felbermayr Simplon Wels) | Stefan Denifl (IAM Cycling)                      | BMC Racing Team |
| 8.     | Víctor de la Parte (Team Vorarlberg) | Jan Tratnik (Amplatz-BMC)        | Felix Großschartner (Team Felbermayr Simplon Wels) | Stefan Denifl (IAM Cycling)                      | BMC Racing Team |

### Prolog
| Ergebnis des Prologs | Ergebnis des Prologs | Ergebnis des Prologs |
| -------------------- | -------------------- | -------------------- |
| 01.                  | Team Katusha         | 00:05:45 h           |
| 02.                  | MTN-Qhubeka          | + 0:01 min           |
| 03.                  | BMC Racing Team      | + 0:05 min           |

Das 5,4 km lange Mannschaftszeitfahren konnte das Team Katusha in einer Zeit von 05:45 Minuten eine Sekunde vor MTN-Qhubeka und fünf Sekunden vor BMC für sich entscheiden. Nach dem Prolog ist Rüdiger Selig Führender in der Gesamtwertung der Rundfahrt.

### 1. Etappe
| Ergebnis der 1. Etappe | Ergebnis der 1. Etappe   | Ergebnis der 1. Etappe |  |
| ---------------------- | ------------------------ | ---------------------- |  |
| 01.                    | Sondre Holst Enger (IAM) | 05:02:07 h             |  |
| 02.                    | Paolo Simon (BAR)        | gleiche Zeit           |  |
| 03.                    | Gerald Ciolek (MTN)      | gleiche Zeit           |  |

Die erste Etappe der Österreich Rundfahrt führte von Mörbisch nach Scheibbs. Nach wenigen Kilometern konnte sich eine Spitzengruppe mit Daniel Lehner, Lukas Pöstlberger, Yoann Paillot, Dejan Bajt und Guillaume Bonnafond vom Hauptfeld absetzen und ihren Vorsprung auf bis zu 8:30 Minuten ausbauen. Das Team Katusha sorgte für die Nachführarbeit. Hin zur Bergwertung Lauberbachmühle zerfiel die Spitzengruppe und Pöstlberger befand sich allein an der Spitze. Der IAM-Fahrer David Tanner konnte aus dem Hauptfeld heraus zu Pöstlberger aufschließen. Nach 180 km war das Feld wieder geschlossen. Den Massensprint und damit den Etappensieg holte sich der Norweger Sondre Holst Enger.

### 2. Etappe
| Ergebnis der 2. Etappe | Ergebnis der 2. Etappe  | Ergebnis der 2. Etappe |  |
| ---------------------- | ----------------------- | ---------------------- |  |
| 01.                    | David Tanner (IAM)      | 04:53:45 h             |  |
| 02.                    | Clément Venturini (COF) | gleiche Zeit           |  |
| 03.                    | Peter Kusztor (AMP)     | gleiche Zeit           |  |

Die zweite Etappe führte über 196,1 km von Litschau nach Grieskirchen. Nach ca. 40 km konnten sich die beiden Österreicher Michael Taferner (WSA-Greenlife) und Matthias Krizek (Felbermayr Simplon Wels) vom restlichen Feld lösen. Bei der Bergwertung Schindelberg verlor Taferner den Anschluss und Krizek war nun allein unterwegs. Etwa 35 km vor dem Ziel wurde auch Krieg wieder vom Peloton eingeholt. Wie bei der 1. Etappe kam es zu einem Massensprint. Den Sieg holte sich David Tanner (IAM) vor Clément Venturini (Cofidis) und Péter Kusztor (Alplatz-Bmc). Gerald Ciolek (MTN-Qhubeka) fährt weiterhin im gelben Trikot.

### 3. Etappe
| Ergebnis der 3. Etappe | Ergebnis der 3. Etappe    | Ergebnis der 3. Etappe |  |
| ---------------------- | ------------------------- | ---------------------- |  |
| 01.                    | Rick Zabel (BMC)          | 04:23:06 h             |  |
| 02.                    | Angel Vicioso Arcos (KAT) | gleiche Zeit           |  |
| 03.                    | Jan Tratnik (AMP)         | gleiche Zeit           |  |

Schon nach ca. 15 von 176,8 Kilometern konnte sich eine 3-Mann-Spitzengruppe absetzen. Johnny Hoogerland, Dominik Hrinkow und Michael Gogl kamen bis zu 6 Minuten vom Feld weg. Gatis Smukulis konnte nach einer Attacke bis zur Spitze aufschließen. Hrinkow musste nach etwa 100 km abreißen lassen. Bei der ersten Zieldurchfahrt war der Vorsprung bereits auf 1:15 Minuten geschmolzen. Die Spitze wurde kurz vor dem Ziel gestellt und es kam in Judenburg erneut zu einem Massensprint. Rick Zabel (BMC) holt auf den Spuren seines Vaters Erik seinen ersten großen Sieg bei den Profis. Auf den weiteren Plätzen folgten Ángel Vicioso (Katusha), der auch die Gesamtführung übernahm, und Jan Tratnik (Amplatz-BMC).

### 4. Etappe
| Ergebnis der 4. Etappe | Ergebnis der 4. Etappe   | Ergebnis der 4. Etappe |
| ---------------------- | ------------------------ | ---------------------- |
| 01.                    | Víctor de la Parte (VBG) | 05:43:50 h             |
| 02.                    | Jan Hirt (CCC)           | gleiche Zeit           |
| 03.                    | Ben Hermans (BMC)        | + 0:09 min             |

Die vierte Etappe von Gratwein auf den Dobratsch war mit über 210 Kilometern und der ersten Bergankunft der Tour das längste Teilstück. Der Punkteführende Jan Tratnik (Amplatz-BMC) setzte sich von Anfang an an die Spitze. Nach 80 km konnten Luca und Simone Sterbini (Bardiani CSF) zu Tratnik aufschließen. Am Anfang des Dobratschs wurden die Führenden gestellt. Es bildete sich eine 12-Mann-Spitze aus der Victor de la Parte (Vorarlberg) und Jan Hirt (CDT) am Schlussanstieg noch weiter zusetzen konnten. Dritter wurde Ben Hermans (BMC).

### 5. Etappe
| Ergebnis der 5. Etappe | Ergebnis der 5. Etappe | Ergebnis der 5. Etappe |
| ---------------------- | ---------------------- | ---------------------- |
| 01.                    | Johann van Zyl (MTN)   | 03:42:33 h             |
| 02.                    | David Tanner (IAM)     | + 0:06 min             |
| 03.                    | Rick Zabel (BMC)       | gleiche Zeit           |

Auf der Flachetappe von Villach nach Matrei konnte sich aufgrund der hohen Geschwindigkeiten von über 50 km/h lange keine Gruppe vom Hauptfeld lösen. Erst nach 85 km konnten sich einige Fahrer absetzen, die jedoch bald wieder gestellt wurden. Kurz darauf bildete sich mit Grischa Janorschke (Vorarlberg), Lukas Pöstlberger (Tirol) und Johann van Zyl (MTN-Qhubeka) eine Ausreißergruppe, die schnell auf über 2 Minuten Vorsprung kamen. Kurz vor Lienz kam es im Hauptfeld zu einem Massensturz mit 40 Fahrern. Da das gesamte Ärzteteam benötigt wurde, musste das Feld neutralisiert und anschließend sogar angehalten werden. Nach dieser kurzen Unterbrechung durfte die Spitze wieder mit ihrem Vorsprung losfahren. Wenige Kilometer vor dem Ziel konnte sich Van Zyl absetzen und das Rennen für sich entscheiden. Die anderen der Spitzengruppe wurden vom Feld eingeholt. Die weiteren Plätze gingen an David Tanner (IAM) und Rick Zabel (BMC).

### 6. Etappe
| Ergebnis der 6. Etappe | Ergebnis der 6. Etappe   | Ergebnis der 6. Etappe |
| ---------------------- | ------------------------ | ---------------------- |
| 01.                    | Víctor de la Parte (VBG) | 04:54:46 h             |
| 02.                    | Ben Hermans (BMC)        | + 1:18 min             |
| 03.                    | Jan Hirt (CCC)           | + 1:29 min             |

Die diesjährige Königsetappe der Tour hatte mit Großglockner und der Bergankunft auf dem Kitzbühler Horn mit insgesamt 3721 Höhenmetern einiges zu bieten. Kurz vor der ersten Bergwertung am Iselsberg bildete sich eine Spitzengruppe mit acht Fahrern. Auf der Großglockner Hochalpenstraße war der junge Österreicher Felix Großschartner (Felbermayr Simplon Wels) der dominierende Fahrer der sich auch zum Glocknerkönig krönte und die Bergwertung beim Fuscher Törl sicherte. Nach der Talfahrt fand sich erneut eine achtköpfige Gruppe an der Spitze. Am Aufstieg zum Alpenhaus am Horn wurden die letzten Fahrer gestellt. Erneut konnte sich Dobratsch-Sieger Victor de la Parte vom Rest des Feldes lösen und mit neuem Auffahrtsrekord und Vorsprung von 1:18 Minuten auf Ben Hermans (BMC) und 1:29 auf Jan Hirt (CDT) siegen. Er übernahm damit auch die Führung der Gesamtwertung.

### 7. Etappe
| Ergebnis der 7. Etappe | Ergebnis der 7. Etappe  | Ergebnis der 7. Etappe |
| ---------------------- | ----------------------- | ---------------------- |
| 01.                    | Lukas Pöstlberger (TIR) | 02:34:09 h             |
| 02.                    | Eduard Vorganov (KAT)   | + 0:13 min             |
| 03.                    | Moreno Moser (TCG)      | gleiche Zeit           |

Nach 22 Rennkilometern konnte sich eine große Gruppe mit 21 Fahrern vom Feld lösen. Der Vorsprung blieb die gesamte Zeit bei unter 2 Minuten. Rund 15 Kilometer vor dem Ziel, attackierten Michael Gogl (Tirol), Frederik Veuchelen (Wanty) und Troels Vinther (Cult Energy). In Innsbruck waren die beiden Spitzengruppen wieder zusammen. 8 Kilometer vor dem Ziel konnte sich Lukas Pöstlberger (Tirol) von der Spitze absetzen und den Sieg mit 12 Sekunden Vorsprung holen. Hinter ihm folgten Eduard Vorganov (Katusha) und Moreno Moser (Cannondale-Garmin).

### 8. Etappe
| Ergebnis der 8. Etappe | Ergebnis der 8. Etappe  | Ergebnis der 8. Etappe |  |
| ---------------------- | ----------------------- | ---------------------- |  |
| 01.                    | Moreno Moser (TCG)      | 04:44:36 h             |  |
| 02.                    | David Tanner (IAM)      | gleiche Zeit           |  |
| 03.                    | Clément Venturini (COF) | gleiche Zeit           |  |

Nach 27 km konnten sich eine Gruppe aus sieben Fahrern absetzen. Bis zum Hahntennjoch wurden diese aber eingeholt und es bildete sich eine Spitzengruppe aus 25 Fahrern mit allen Favoriten. Bis zur dritten Bergwertung formierte sich dann eine Gruppe aus 20 Teilnehmern. Am Ende gab es aber einen Massensprint bei dem sich Moreno Moser durchsetzen konnte.